# Kanton Dainville
Kanton Dainville (francouzsky Canton de Dainville) byl francouzský kanton v departementu Pas-de-Calais v regionu Nord-Pas-de-Calais. Tvořilo ho 10 obcí. Zrušen byl po reformě kantonů 2014.

## Obce kantonu
- Acq
- Anzin-Saint-Aubin
- Dainville
- Duisans
- Écurie
- Étrun
- Marœuil
- Mont-Saint-Éloi
- Roclincourt
- Sainte-Catherine-lès-Arras